# Much Dewchurch
Much Dewchurch est une paroisse civile et un village du Herefordshire, en Angleterre.